# آیساک برگر
آیساک برگر (انگلیسی: Isaac Berger؛ زادهٔ ۱۶ نوامبر ۱۹۳۶ – ۴ ژوئن ۲۰۲۲) وزنه‌بردار اهل ایالات متحده آمریکا بود.
وی در مسابقات کشوری و بین‌المللی در مجموع برندهٔ ۵ مدال طلا، ۵ مدال نقره، ۱ مدال برنز شده‌است.